# Euophrys griswoldi
Euophrys griswoldi Wesolowska, Azarkina & Russell-Smith, 2014 è un ragno appartenente alla famiglia Salticidae.

## Etimologia
Il nome proprio è in onore dell'aracnologo statunitense Charles Griswold (1945- ), che ha raccolto l'olotipo.

## Caratteristiche
L'olotipo maschile ha un cefalotorace lungo 1,6mm, largo 1,0mm e spesso 0,7mm.
Non sono stati ancora rinvenuti esemplari femminili al 2022.
Il pedipalpo maschile di questa specie può essere distinto da quelli degli altri membri africani del genere Euophrys, eccetto E. leipoldti Peckham & Peckham, 1903, per il grande embolo a forma di spirale posto parallelamente all'asse lungo del palpo. Si differenzia da E. leipoldti per l'embolo alquanto più lungo e con la punta ripiegata sulla superficie dorsale del cymbium; e per la presenza di un processo ventrale sulla tibia..

## Distribuzione
La specie è stata reperita in Namibia. Di seguito alcuni rinvenimenti:
1. l'olotipo maschile è stato rinvenuto nel villaggio di Kubub fara, 12 Km a sud di Aus, a 1800 m slm, in una foresta di pioppi, dall'aracnologo Charles Griswold fra il 12 e il 17 novembre 1984[1].
2. un paratipo maschile reperito nella località di Ai Ais dall'aracnologo Paul Selden il 19 agosto 1981[1].

## Tassonomia
Al 2022 non sono note sottospecie e dal 2018 non sono stati esaminati nuovi esemplari.